# Agustín Fabi
Agustín Fabi (General Roca, Río Negro, 20 de octubre de 1991) es un jugador de baloncesto argentino que se desempeña en las posiciones de escolta y alero en el Virtus Ragusa de la Serie B Interregionale de Italia. 

## Trayectoria
Fabi se formó como baloncestista en la cantera del club Del Progreso, en su ciudad natal de General Roca, Río Negro. Dotado para el juego, hizo su debut con el equipo superior de la institución en 2007. Al año siguiente fue reclutado por la Academia BQT de Bahía Blanca, por lo que pasó a jugar en Bahiense del Norte, equipo de la Asociación Bahiense de Básquetbol.
En agosto de 2009, luego de participar del Basketball Without Borders en México, se instaló en Italia para sumarse al Benetton Treviso. Aunque fue cedido inmediatamente al Basket Casier de la Serie C Regionale, pudo retornar más tarde al club y hacer su presentación en la Serie A el 28 de marzo de 2010 en un duelo ante el Martos Napoli que terminó 169 a 29, debido a que el rival del Benetton Treviso había incluido una alineación formada íntegramente por jugadores menores de 18 años.  En esa ocasión, Fabi anotó 31 puntos, uno menos que su compañero Donatas Motiejūnas.
El argentino jugó las dos siguientes temporadas en el ascenso italiano como parte del Sport&Territorio Patti y del Blu Basket 1971, fichando en 2012 con el Viola Reggio Calabria. Con ese club disputaría una temporada en tercera división y otra en segunda, antes de hacer su retorno a Treviso tras ser contratado en 2014 por el Universo Treviso Basket. En ese equipo terminaría de consolidarse como un jugador de la categoría.
Regresó en 2016 al Viola Reggio Calabria, jugando dos temporadas allí. Posteriormente pasaría por otros equipos de la Serie A2 como el Latina Basket y el Amici Pallacanestro Udinese. 
En 2020 se unió al Derthona Basket, equipo al que ayudó a conseguir el título de la temporada 2020-21 y el ascenso a la Serie A. Sin embargo su contrato no le fue renovado, por lo que tuvo que volver a jugar la siguiente temporada de la Serie A2, pero esta vez con el Kleb Basket Ferrara.

## Selección nacional
Fabi fue parte del seleccionado juvenil de Argentina que se consagró campeón del Campeonato Sudamericano de Baloncesto Sub-16 de 2007.

## Vida privada
Es hermano de los exbaloncestistas Martín Fabi y Juan Manuel Fabi, e hijo del árbitro de baloncesto retirado Jorge Fabi.